# Eddie Jones
Eddie Charles Jones (Pompano Beach, Florida, 20 de octubre de 1971) es un exjugador de baloncesto estadounidense que disputó 14 temporadas la NBA. Con 1,98 metros de estatura, lo hacía en la posición de escolta.

## Trayectoria deportiva

### Universidad
Jugó durante 3 años con los Owls de la Universidad de Temple, siendo titular indiscutible en las dos últimas temporadas. Terminó promediando 16 puntos y 6,1 rebotes por partido.

#### Estadísticas
| Año     | Equipo | PJ | PT | MPP  | %TC  | %3P  | %TL  | RPP | APP | ROB | TPP | PPP  |
| ------- | ------ | -- | -- | ---- | ---- | ---- | ---- | --- | --- | --- | --- | ---- |
| 1991–92 | Temple | 29 | 9  | 26.3 | .437 | .351 | .547 | 4.2 | 1.0 | 2.0 | .7  | 11.4 |
| 1992–93 | Temple | 32 | 32 | 36.5 | .458 | .348 | .603 | 7.0 | 1.8 | 2.2 | 1.3 | 17.0 |
| 1993–94 | Temple | 31 | 31 | 38.2 | .470 | .352 | .662 | 6.8 | 1.9 | 2.3 | 1.5 | 19.2 |
| Total   | Total  | 92 | 72 | 32.6 | .458 | .350 | .614 | 6.1 | 1.6 | 2.1 | 1.2 | 16.0 |

### NBA
Fue elegido en el Draft de la NBA de 1994 en la décima posición por Los Angeles Lakers. En su primera temporada fue incluido en el mejor quinteto de rookies de la temporada, al terminar la temporada con 14 puntos y 3,9 rebotes por partido. Además, participó en el Rookie Challenge del All-Star Weekend, el partido de novatos que precede al All-Star, donde fue nombrado MVP tras conseguir 25 puntos, 6 robos y 4 rebotes. Sus cinco primeras temporadas transcurrieron en California, donde se convirtió en el mentor de un emergente Kobe Bryant, con quien tenía mucha afinidad al provenir ambos del área de Filadelfia. La progresión de este último fue un factor decisivo para que en 1999 fuera traspasado a los Charlotte Hornets.
Allí volvió a encontrar los minutos que le estaban empezando a faltar en Los Ángeles, realizando su mejor campaña como profesional en la única temporada completa que disputó en Charlotte, tras promediar 20,1 puntos y 4,8 rebotes. Al año siguiente fue traspasado a Miami Heat, donde disputó 5 temporadas todas ellas a un nivel excelente, sin bajar de los 12 puntos por partido en ninguna de ellas. 
En 2005 fue traspasado a Memphis Grizzlies, a cambio de Jason Williams y James Posey, pero no terminó de aclimatarse, siendo despedido y repescado de nuevo por los Heat, donde en la presente temporada ha dispuesto de muchos minutos a causa de la lesión en el hombro de Dwyane Wade.
En agosto de 2007 fichó por Dallas Mavericks, donde permaneció una temporada, siendo traspasado, el 10 de octubre de 2008, a Indiana Pacers, a cambio de Shawne Williams. Pero fue cortado por los Pacers y decidió retirarse.
A lo largo de sus 14 temporadas promedió 14,8 puntos y 4 rebotes por partido.

## Estadísticas de su carrera en la NBA

### Temporada regular
| Año      | Equipo      | PJ  | PT  | MPP  | %TC  | %3P  | %TL  | RPP | APP | ROB | TPP | PPP  |
| -------- | ----------- | --- | --- | ---- | ---- | ---- | ---- | --- | --- | --- | --- | ---- |
| 1994–95  | Los Angeles | 64  | 58  | 31.0 | .460 | .370 | .722 | 3.9 | 2.0 | 2.0 | .6  | 14.0 |
| 1995–96  | Los Angeles | 70  | 66  | 31.2 | .492 | .366 | .739 | 3.3 | 3.5 | 1.8 | .6  | 12.8 |
| 1996–97  | Los Angeles | 80  | 80  | 37.5 | .438 | .391 | .819 | 4.1 | 3.4 | 2.4 | .6  | 17.2 |
| 1997–98  | Los Angeles | 80  | 80  | 36.4 | .484 | .389 | .765 | 3.8 | 3.1 | 2.0 | .7  | 16.9 |
| 1998–99  | Los Angeles | 20  | 20  | 36.2 | .423 | .313 | .738 | 3.8 | 3.1 | 1.8 | 1.2 | 13.6 |
| 1998–99  | Charlotte   | 30  | 30  | 38.6 | .446 | .359 | .801 | 3.9 | 4.2 | 3.0 | 1.1 | 17.0 |
| 1999–00  | Charlotte   | 72  | 72  | 39.0 | .427 | .375 | .864 | 4.8 | 4.2 | 2.7 | .7  | 20.1 |
| 2000–01  | Miami       | 63  | 58  | 36.2 | .445 | .378 | .844 | 4.6 | 2.7 | 1.8 | .9  | 17.4 |
| 2001–02  | Miami       | 81  | 81  | 39.0 | .432 | .390 | .837 | 4.7 | 3.2 | 1.4 | .9  | 18.3 |
| 2002–03  | Miami       | 47  | 47  | 38.1 | .423 | .407 | .822 | 4.8 | 3.7 | 1.4 | .7  | 18.5 |
| 2003–04  | Miami       | 81  | 81  | 37.0 | .409 | .370 | .835 | 3.8 | 3.2 | 1.1 | .4  | 17.3 |
| 2004–05  | Miami       | 80  | 80  | 35.5 | .428 | .372 | .806 | 5.1 | 2.7 | 1.1 | .5  | 12.7 |
| 2005–06  | Memphis     | 75  | 75  | 32.5 | .404 | .356 | .781 | 3.7 | 2.4 | 1.8 | .4  | 11.8 |
| 2006–07  | Memphis     | 29  | 14  | 19.3 | .377 | .297 | .735 | 2.1 | 1.1 | .8  | .1  | 5.6  |
| 2006–07  | Miami       | 35  | 27  | 29.5 | .446 | .378 | .829 | 3.7 | 2.2 | 1.3 | .2  | 9.5  |
| 2007–08  | Dallas      | 47  | 33  | 19.6 | .367 | .293 | .714 | 2.8 | 1.5 | .6  | .2  | 3.7  |
| Total    | Total       | 954 | 902 | 34.4 | .437 | .373 | .809 | 4.0 | 2.9 | 1.7 | .6  | 14.8 |
| All-Star | All-Star    | 3   | 1   | 21.0 | .467 | .182 | .556 | 5.3 | 1.7 | 1.3 | .7  | 11.7 |

### Playoffs
| Año   | Equipo      | PJ | PT | MPP  | %TC  | %3P  | %TL   | RPP | APP | ROB | TPP | PPP  |
| ----- | ----------- | -- | -- | ---- | ---- | ---- | ----- | --- | --- | --- | --- | ---- |
| 1995  | L.A. Lakers | 10 | 0  | 28.6 | .375 | .444 | .714  | 3.2 | 2.0 | .8  | .9  | 8.7  |
| 1996  | L.A. Lakers | 4  | 4  | 38.8 | .551 | .526 | .625  | 5.3 | 1.5 | 2.0 | .3  | 17.3 |
| 1997  | L.A. Lakers | 9  | 9  | 31.4 | .458 | .375 | .743  | 3.4 | 3.2 | 1.0 | .4  | 11.2 |
| 1998  | L.A. Lakers | 13 | 13 | 36.6 | .466 | .417 | .829  | 3.9 | 2.5 | 2.0 | 1.6 | 17.0 |
| 2000  | Charlotte   | 4  | 4  | 42.8 | .379 | .346 | .938  | 5.0 | 4.8 | 2.5 | .8  | 17.0 |
| 2001  | Miami       | 3  | 3  | 36.0 | .500 | .438 | .857  | 6.0 | 2.3 | 1.0 | .3  | 19.0 |
| 2004  | Miami       | 13 | 13 | 36.8 | .366 | .299 | .800  | 3.6 | 2.2 | 1.4 | .8  | 13.2 |
| 2005  | Miami       | 15 | 15 | 40.1 | .455 | .400 | .738  | 5.8 | 2.6 | 1.2 | .6  | 13.7 |
| 2006  | Memphis     | 4  | 3  | 29.8 | .483 | .429 | .667  | 2.8 | 2.5 | .8  | .3  | 10.3 |
| 2007  | Miami       | 3  | 2  | 22.0 | .222 | .167 | .833  | 2.0 | 1.7 | .3  | .3  | 3.3  |
| 2008  | Dallas      | 3  | 0  | 7.3  | .333 | .250 | 1.000 | 1.0 | .3  | .3  | .0  | 2.0  |
| Total | Total       | 81 | 66 | 34.1 | .433 | .383 | .783  | 4.0 | 2.4 | 1.3 | .8  | 12.8 |